# Requin pygmée
Genre
Espèce
Statut de conservation UICN

 LC  : Préoccupation mineure
Répartition géographique
Euprotomicrus bispinatus
Le Requin pygmée (Euprotomicrus bispinatus) est une espèce de requins de la famille des Dalatiidae. C'est la seule espèce de son genre Euprotomicrus (monotypique). Il s'agit du deuxième plus petit requin connu à ce jour, après le Sagre Elfe. Leurs longueurs peuvent atteindre environ 25 cm pour les femelles et environ 22 cm pour les mâles.
Les requins pygmées sont ovovivipares et produisent environ huit petits par portée.

## État de conservation
En juin 2018, le Département néo-zélandais de la conservation a classé le requin pygmée comme "non menacé" avec le qualificatif "Secure Overseas" dans le cadre du système néo-zélandais de classification des menaces.

## Sources
- Andrea et Antonella Ferrari, Requins et raies du monde entier.

1. ↑  L.J.V. Compagno, « Pygmy shark (Euprotomicrus bispinatus) », sur species-identification.org (consulté le 20 janvier 2019)
2. ↑  Kent E. Carpenter et Roxanne Rei Valdestamon, « Euprotomicrus bispinatus (Quoy & Gaimard, 1824) Pygmy shark », sur Fishbase, 2019 (consulté le 20 janvier 2019)
3. ↑  Clinton A. J. Duffy, Malcolm Francis, M. R. Dunn, Brit Finucci, Richard Ford, Rod Hitchmough et Jeremy Rolfe, Conservation status of New Zealand chondrichthyans (chimaeras, sharks and rays), 2016, Wellington, New Zealand, Department of Conservation, 2018, 10 p. (ISBN 9781988514628, OCLC 1042901090, lire en ligne)